# Теракт в Кветте (2010)
Террористический акт в Кветте произошёл 3 сентября 2010 года, целью атаки стали мусульмане-шииты. На месте взрыва погибли 73 человека, ещё 160 получили ранения различной степени тяжести. Ответственность за теракт взяла на себя радикальная суннитская группировка Лашкар-е-Джангви. После взрыва в городе был объявлен 40-дневный траур по погибшим.

## Ход атаки
3 сентября 2010 года в 3:05 ночи по местному времени 22-летний мужчина Rashid Moaawia привёл в действие 15-килограммовое нательное взрывное устройство, взорвав себя среди толпы людей собравшихся в поддержку палестинцев. В митинге принимали участие около 2500 человек, в основном мусульмане-шииты. После взрыва началась паника, люди бежали во всех направлениях создавая сильную давку.
Вскоре после взрыва полиция оцепила район и стреляла из оружия в воздух, чтобы сдержать людей которые пытались проникнуть на место происшествия с целью найти родственников.
После взрыва в Кветте начались массовые беспорядки: несколько магазинов были сожжены, выстрелы из огнестрельного оружия были слышны во всех концах города.
Премьер-министр Пакистана Юсуф Реза Гилани решительно осудил нападение и приказал немедленно начать расследование инцидента.